# Erkuter Leblebici
Erkuter Leblebici ( 1939 ) es un botánico, profesor turco. Ha realizado numerosas identificaciones y clasificaciones de nuevas especies (más de 25), las que publica habitualmente ne : Candollea; Bot. Jahrb. Syst.; Turkish J. Bot.; Notes Roy. Bot. Gard. Edinburgh; Bot. J. Linn. Soc. 

## Algunas publicaciones
- yusuf Gemici, erkuter Leblebici. 1995. Sept espèces nouvelles pour la Flore de Turquie. Candollea 50: 41-50

- şinasi Yildirimli, erkuter Leblebici. 1989. Polygonum samsunicum (Polygonaceae), a New Species from Turkey. Willdenowia 19 (1): 87-89

- özcan Seçmen, erkuter Leblebici. 1989. Yurdumuzun zehirli bitkileri: yardımcı kitap (Las plantas venenosas de nuestro país: libro ayuda). Nº 103 de Ege Üniv. Fen Fakültesi kitaplar serisi. Ed. E.Ü. Fen Fakültesi Baskı İşleri, 102 pp.

## Honores

### Eponimia
- (Brassicaceae) Thlaspi leblebicii Gemici & Görk[1]

- (Polygonaceae) Polygonum leblebicii Yıld.[2]

- La abreviatura «Leblebici» se emplea para indicar a Erkuter Leblebici como autoridad en la descripción y clasificación científica de los vegetales.[3]